# Wielka Brytania na Zimowych Igrzyskach Olimpijskich 1948
Wielką Brytanię na Zimowych Igrzyskach Olimpijskich 1948 reprezentowało 55 zawodników: 43 mężczyzn i dwanaście kobiet. Był to piąty start reprezentacji Wielkiej Brytanii na zimowych igrzyskach olimpijskich.

## Zdobyte medale
| Medal | Zawodnik         | Dyscyplina           | Konkurencja | Rezultat    |
| ----- | ---------------- | -------------------- | ----------- | ----------- |
| Brąz  | Jeanette Altwegg | Łyżwiarstwo figurowe | Solistki    | 156,166 pkt |
| Brąz  | John Crammond    | Skeleton             | mężczyźni   | 5:25,1 min  |

## Skład kadry

### Bobsleje
Mężczyźni
| Osada | Zawodnik                                                             | Konkurencja | Ślizg 1 | Ślizg 2 | Ślizg 3              | Ślizg 4                   | Łącznie                   | Pozycja                   |
| ----- | -------------------------------------------------------------------- | ----------- | ------- | ------- | -------------------- | ------------------------- | ------------------------- | ------------------------- |
| GBR-1 | William Coles Pennington Collings                                    | Dwójki      | 1:25,2  | 1:24,4  | 1:24,2               | 1:24,1                    | 5:37,9                    | 5.                        |
| GBR-2 | Anthony Gadd Basil Wellicome                                         | Dwójki      | 1:27,9  | 1:26,8  | Nie ukończyli ślizgu | Nie ukończyli konkurencji | Nie ukończyli konkurencji | Nie ukończyli konkurencji |
| GBR-1 | William Coles Jack McLean Pennington Collings George Holliday        | Czwórki     | 1:18,5  | 1:20,9  | 1:21,5               | 1:23,0                    | 5:23,9                    | 7.                        |
| GBR-2 | Richard Jeffrey Edgar Meddings George Powell-Shedden James Iremonger | Czwórki     | 1:20,8  | 1:24,3  | 1:29,8               | 1:26,2                    | 5:41,1                    | 15.                       |

### Hokej na lodzie
Reprezentacja mężczyzn
| - Lennie Baker - George Baillie - James Chappell - John Davey - Frederick Dunkelman - Arthur Green - Fran Green |  | - Frank Jardine - Johnny Murray - Johnny Oxley - Stanley Simon - Robert Smith - Archibald Stinchcombe - Thomas Syme |

Reprezentacja Wielkiej Brytanii zajęła piąte miejsce.

### Tabela końcowa
| Drużyna           | M | Mecze | Mecze | Mecze | Bramki | Bramki | Bramki | Pkt | Uwagi           |
| Drużyna           | M | W     | R     | P     | +      | -      | +/-    | Pkt | Uwagi           |
| ----------------- | - | ----- | ----- | ----- | ------ | ------ | ------ | --- | --------------- |
| Kanada            | 8 | 7     | 1     | 0     | 69     | 5      | +64    | 15  |                 |
| Czechosłowacja    | 8 | 7     | 1     | 0     | 80     | 18     | +62    | 15  |                 |
| Szwajcaria        | 8 | 6     | 0     | 2     | 67     | 21     | +46    | 12  |                 |
| Szwecja           | 8 | 4     | 0     | 4     | 55     | 28     | +27    | 8   |                 |
| Wielka Brytania   | 8 | 3     | 0     | 5     | 39     | 47     | -8     | 6   |                 |
| Polska            | 8 | 2     | 0     | 6     | 29     | 97     | -68    | 4   |                 |
| Austria           | 8 | 1     | 0     | 7     | 33     | 77     | -44    | 2   |                 |
| Włochy            | 8 | 0     | 0     | 8     | 24     | 156    | -132   | 0   |                 |
| Stany Zjednoczone | 8 | 5     | 0     | 3     | 86     | 33     | +53    | 10  | Dyskwalifikacja |

Wyniki
| 31 stycznia 1948 | Wielka Brytania | 5:4 | Austria |  |

|  |  |  |  |  |

| 1 lutego 1948 | Kanada | 3:0 | Wielka Brytania |  |

|  |  |  |  |  |

| 2 lutego 1948 | Czechosłowacja | 11:4 | Wielka Brytania |  |

|  |  |  |  |  |

| 4 lutego 1948 | Szwajcaria | 12:3 | Wielka Brytania |  |

|  |  |  |  |  |

| 5 lutego 1948 | Wielka Brytania | 7:2 | Polska |  |

|  |  |  |  |  |

| 6 lutego 1948 | Szwecja | 4:3 | Wielka Brytania |  |

|  |  |  |  |  |

| 7 lutego 1948 | Stany Zjednoczone | 4:3 | Wielka Brytania |  |

|  |  |  |  |  |

| 8 lutego 1948 | Wielka Brytania | 14:7 | Włochy |  |

|  |  |  |  |  |

### Łyżwiarstwo figurowe
| Zawodnik                                | Konkurencja   | Nota    | Pozycja |
| --------------------------------------- | ------------- | ------- | ------- |
| Jeanette Altwegg                        | Solistki      | 156,166 | brąz    |
| Bridget Adams                           | Solistki      | 148,644 | 7.      |
| Marion Davies                           | Solistki      | 144,766 | 10.     |
| Jill Hood-Linzee                        | Solistki      | 140,200 | 19.     |
| Graham Sharp                            | Soliści       | 167,044 | 7.      |
| Winnie Silverthorne Dennis Silverthorne | Pary sportowe | 10,572  | 5.      |
| Jennifer Nicks John Nicks               | Pary sportowe | 9,700   | 8.      |

### Łyżwiarstwo szybkie
Mężczyźni
| Zawodnik        | Konkurencja   | Konkurencja   | Konkurencja    | Konkurencja    | Konkurencja    | Konkurencja    | Konkurencja        | Konkurencja        |
| Zawodnik        | Bieg na 500 m | Bieg na 500 m | Bieg na 1500 m | Bieg na 1500 m | Bieg na 5000 m | Bieg na 5000 m | Bieg na 10 000 m   | Bieg na 10 000 m   |
| Zawodnik        | Czas          | Miejsce       | Czas           | Miejsce        | Czas           | Miejsce        | Czas               | Miejsce            |
| --------------- | ------------- | ------------- | -------------- | -------------- | -------------- | -------------- | ------------------ | ------------------ |
| Johnny Cronshey | 46,0          | 25.           |                |                | 8:45,6         | 11.            | Nie ukończył biegu | Nie ukończył biegu |
| Bruce Peppin    | 46,4          | 29.           | 2:24,7         | 23.            |                |                |                    |                    |
| Dennis Blundell | 46,5          | 32.           | 2:29,2         | 30.            | 9:22,2         | 32.            |                    |                    |
| Henry Howes     | 46,9          | 35.           | 2:23,0         | 18.            | 8:56,6         | 19.            | Nie ukończył biegu | Nie ukończył biegu |
| Thomas Ross     |               |               | 2:32,6         | 41.            | 9:18,3         | 28.            |                    |                    |

### Narciarstwo alpejskie
Mężczyźni
Zjazd
| Zawodnik               | Czas                     | Miejsce                  |
| ---------------------- | ------------------------ | ------------------------ |
| Donald Garrow          | 3:41,3                   | 60.                      |
| James Palmer-Tomkinson | 3:54,1                   | 74.                      |
| Stuart Parkinson       | 4:03,0                   | 81.                      |
| Harry Taylor           | 4:17,4                   | 88.                      |
| Ian Appleyard          | 4:25,2                   | 91.                      |
| Peter Boumphrey        | Nie ukończył konkurencji | Nie ukończył konkurencji |

Slalom specjalny
| Zawodnik      | Czas 1. przejazdu | Czas 2. przejazdu | Łączny czas | Pozycja |
| ------------- | ----------------- | ----------------- | ----------- | ------- |
| Donald Garrow | 1:37,0            | 1:24,3            | 3:01,3      | 49.     |
| Ian Appleyard | 1:47,0            | 1:33,1            | 3:20,1      | 55.     |
| Harry Taylor  | 2:05,5            | 2:04,4            | 4:09,9      | 61.     |
| John Boyagis  | 2:30,0            | 1:44,1            | 4:14,1      | 63.     |

Kombinacja
| Zawodnik               | Zjazd               | Zjazd               | Zjazd               | Slalom            | Slalom            | Slalom  | Slalom | Łącznie                  | Łącznie                  |
| Zawodnik               | Czas                | Pozycja             | Punkty              | Czas 1. przejazdu | Czas 2. przejazdu | Pozycja | Punkty | Punkty                   | Pozycja                  |
| ---------------------- | ------------------- | ------------------- | ------------------- | ----------------- | ----------------- | ------- | ------ | ------------------------ | ------------------------ |
| Donald Garrow          | 3:41,3              | 45.                 | 25,71               | 1:36,8            | 1:26,3            | 44.     | 21,27  | 46,98                    | 45.                      |
| Harry Taylor           | 4:17,4              | 67.                 | 45,68               | 1:45,8            | 1:37,8            | 62.     | 30,31  | 75,99                    | 61.                      |
| James Palmer-Tomkinson | Nie ukończył zjazdu | Nie ukończył zjazdu | Nie ukończył zjazdu | -                 | -                 | -       | -      | Nie ukończył konkurencji | Nie ukończył konkurencji |

Kobiety
Zjazd
| Zawodnik          | Czas   | Miejsce |
| ----------------- | ------ | ------- |
| Isobel Roe        | 2:47,3 | 27.     |
| Rosemary Sparrow  | 2:52,3 | 30.     |
| Sheena Mackintosh | 3:00,0 | 33.     |
| Xanthe Ryder      | 3:01,4 | 34.     |

Slalom specjalny
| Zawodnik             | Czas 1. przejazdu       | Czas 2. przejazdu | Łączny czas               | Pozycja                   |
| -------------------- | ----------------------- | ----------------- | ------------------------- | ------------------------- |
| Sheena Mackintosh    | 1:10,5                  | 1:20,4            | 2:30,9                    | 21.                       |
| Isobel Roe           | 1:24,5                  | 1:25,1            | 2:49,6                    | 23.                       |
| Bridget Duke-Woolley | 1:34,7                  | 1:19,0            | 2:53,7                    | 24.                       |
| Barbara Greenland    | Nie ukończyła przejazdu | -                 | Nie ukończyła konkurencji | Nie ukończyła konkurencji |

Kombinacja
| Zawodnik          | Zjazd  | Zjazd   | Zjazd  | Slalom            | Slalom            | Slalom  | Slalom | Łącznie | Łącznie |
| Zawodnik          | Czas   | Pozycja | Punkty | Czas 1. przejazdu | Czas 2. przejazdu | Pozycja | Punkty | Punkty  | Pozycja |
| ----------------- | ------ | ------- | ------ | ----------------- | ----------------- | ------- | ------ | ------- | ------- |
| Isobel Roe        | 2:47,3 | 21.     | 12,16  | 1:28,1            | 1:15,5            | 25.     | 22,75  | 34,91   | 23.     |
| Sheena Mackintosh | 3:00,0 | 25.     | 20,10  | 1:10,9            | 1:19,0            | 23.     | 15,90  | 36,00   | 24.     |
| Rosemary Sparrow  | 2:52,3 | 22.     | 15,36  | 1:22,0            | 1:19,7            | 24.     | 21,80  | 37,16   | 25.     |
| Xanthe Ryder      | 3:01,4 | 26.     | 21,25  | 1:25,0            | 1:24,8            | 26.     | 25,85  | 47,10   | 27.     |

### Skeleton
Mężczyźni
| Zawodnik      | Ślizg 1 | Ślizg 2 | Ślizg 3 | Ślizg 4 | Ślizg 5 | Ślizg 6 | Łącznie | Pozycja |
| ------------- | ------- | ------- | ------- | ------- | ------- | ------- | ------- | ------- |
| John Crammond | 47,4    | 47,7    | 47,9    | 1:00,9  | 1:00,9  | 1:00,3  | 5:25,1  | brąz    |
| Richard Bott  | 48,3    | 48,9    | 49,2    | 1:01,5  | 1:01,4  | 1:01,4  | 5:30,7  | 6.      |
| James Coates  | 48,8    | 48,7    | 49,0    | 1:02,3  | 1:01,7  | 1:01,4  | 5:31,9  | 7.      |
| Thomas Clarke | 49,7    | 49,9    | 49,3    | 1:03,5  | 1;03,8  | 1:02,8  | 5:39,0  | 9.      |